# 邑井操
邑井 操（むらい みさお、1912年2月1日 - 1996年6月17日)は、日本の講談師、自己啓発書家、労働評論家。
川村真二は実子。

## 略歴
東京出身。本名は川村義太郎。日本大学中退。シベリアに抑留され、1947年帰国。引き揚げ促進運動に尽くす。1952年4代邑井貞吉に入門して講談師となり、斬新な演目で注目される。のち歴史や企業組織内の人間関係を中心とした講演・評論活動をおこなった。
1959年、加太こうじ、森秀人、鶴見俊輔、佐藤忠男、虫明亜呂無らと大衆芸術研究会を創設。

## 著書
- 『不況に勝ち抜く法 先人に学ぶ体験実話』文陽社
- 『心の通う話し方 成功する話術のコツ』文陽社
- 『世渡り戦法 新ビジネスマン読本』文陽社
- 『朝日対毎日』(東京選書)東京ライフ社 1957
- 『事業家風雲録』文陽社 1957
- 『はなし方の魅力』文陽堂 1957
- 『日本の大衆芸術 : 民衆の涙と笑い』加太こうじ、浅井昭治、佐藤忠男、虫明亜呂無、森秀人、柳田邦夫、鶴見俊輔共著、現代教養文庫 1962
- 『現代の武将たち 昔の英雄・今の事業家』(銀河新書)大和書房 1964
- 『現代の秀吉たち』(銀河新書)大和書房 1964
- 『太閤記 豊臣秀吉風雲録』(ペンギン・ブックス)大和書房 1965
- 『秀吉と家康 乱世を生きた二つの個性』(ペンギンブックス)大和書房 1965
- 『維新の群像』 現代教養文庫 社会思想社 1965
- 『源義経 孤独の涯』(ペンギン・ブックス)大和書房 1966
- 『義経と頼朝 敗者の栄光と勝者の悲惨』(ペンギン・ブックス)大和書房 1966
- 『真田幸村とその一党 家康を震憾させた英気と反骨』(ペンギン・ブックス)大和書房 1967
- 『明治・大正・昭和100人の財界人 エピソードにみる人物史』ダイヤモンド社 1967
- 『西郷隆盛と志士群像 維新を動かした英傑たち』(ペンギン・ブックス)大和書房 1967
- 『人をどう動かすか 眠れる意欲に火をつける奇跡の戦略』大和書房 1968
- 『闘魂の記録 現代企業に生きる武将群の精神と戦略』市場新聞社 1968
- 『人を生かす名経営 意欲を開発し指導力を身につける本』(ダイワブックス)大和書房 1969
- 『チャンスに勝負した人々 勝利を握った人たちの生の記録』日本スーパー商事株式会社出版部 1969
- 『説得の秘伝集 人を感動させる名場面』(ダイワブックス)大和書房 1970
- 『若者たちへ どんな生きがいを求めるか』大和書房 1972 のち文庫
- 『話術の魅力 あなたに幅と深みをつける』ダイヤモンド社 1972
- 『人をどう動かすか 能力・魅力・話力の開発』大和出版販売 1973
- 『元禄よもやま話 人と事件と風俗と』大和出版販売 1974
- 『伸びる男はどこがちがうか 会社で自分を生かす100の知恵』ダイヤモンド社 1974 のち新潮文庫
- 『収容所列島の人間学』新人物往来社 1974
- 『人を動かす力 他人を生かして自分も生きよ』日本実業出版社 1975 のち新潮文庫
- 『説得力101の法則 人を納得させ自発的に動かすノーハウ集』日本実業出版社 1975
- 『発想を逆転する格言集』大和出版販売 1975 「果報は練って待て 明日を切り拓く逆転ことわざ100」(新潮文庫)
- 『男の値打ちは何で決まるか もっと大きな仕事をするための知恵95』ダイヤモンド社 1975 のち新潮文庫
- 『人の心をつかむ 古今の名指導者にみる60の法則』PHP研究所 1976 「心をつかみ、人を動かす 古今の名指導者にみる60の法則」PHP文庫
- 『先を読む眼・人を見る眼 本質を見ぬく男の視点100』ダイヤモンド社 1976 のち新潮文庫
- 『決断の法則 男が美しく燃える瞬間』ぱるす出版 1976 のち三笠書房・知的生きかた文庫
- 『上役操縦のコツ 鬼を仏にかえる59の知恵』日本経済通信社 1976
- 『事をなす男の条件 うまくいくものはこれだからうまくいく』ぱるす出版 1977
- 『ホンモノとニセモノ 人生の機微を洞察する』マネジメント社 1978
- 『男らしい責任のとり方 いさぎよく、哀しく、そしてしたたかに』ダイヤモンド社 1978 「責任のとり方」(PHP文庫)
- 『器量をつくる 窮屈な時代に大きく生きる』PHP研究所 1978 のち文庫
- 『サラリーマンの統率力 失敗しない組織づくり人づくり』大和出版 1979
- 『必勝の論理挫折の論理』にっかん書房 1980 「必勝の法則」(知的生きかた文庫)ｍ「勝ちぐせをつける 失敗を成功に変えるセオリー」(PHP文庫)
- 『人間の誇り 自己の尊巌と魂の価値に目覚めよう』(邑井操の人間学シリーズ 第1巻)ぱるす出版 1980
- 『人間の勇気 したいことをする決め手は勇気である』(邑井操の人間学シリーズ 2)ぱるす出版 1981 「勇気が湧きでる本」(知的生きかた文庫)
- 『「大将」の器 部下の心をいかにつかむか』PHP研究所 1981 のち文庫
- 『男は勝たねば面白くない 必勝不敗の人間学』ダイヤモンド社 1982 のち新潮文庫
- 『元禄-転換期の群像 人と事件と風俗のすべて』大和出版 1982
- 『サラリーマン楽しく生きるにはこれしかない 運命操縦・自由自在』PHP研究所 1982
- 『人の上に立つ人の魅力 何が男の値打を決めるのか』日本実業出版社 1983
- 『遅咲きの人間学 大器晩成のすすめ』PHP研究所 1984 のち文庫
- 『父親は背中で語れ 逞しさと優しさをどこに見たか』ダイヤモンド社 1984
- 『「生私奉公」が会社を伸ばす』講談社ビジネス 1986
- 『男は切れ味 ここ一番の人間力』ダイヤモンド社 1987「なぜこの人は成功するのか」(PHP文庫)
- 『人望力 人をひきつける力とは何か』PHP研究所 1987 のち文庫
- 『人間力統率力 人を動かす"人徳"とは何か』大和出版 1988
- 『大器の片鱗 実力者はどこが違うのか』PHP研究所 1989
- 『人間的魅力 自分の<持ち味>を生かし、磨きあげる法』大和出版 1990
- 『自信が湧きでる言葉』(知的生きかた文庫)三笠書房 1990
- 『大人学小人学 <大気力>で生きた男の器量と値打ち』大和出版 1990
- 『今の自分から「一歩」踏み出せ!』三笠書房 1991
- 『男は男のどこに惚れるか 人がついてくる人間の条件』大和出版 1991
- 『人柄がものを言う いま問われる人間の魅力』ダイヤモンド社 1992
- 『自尊力 人を魅力的にする力とは何か』PHP研究所 1992
- 『成功の秘訣-人の心をつかめ』経営書院 1993
- 『本物の魅力 自分を生かしきった男だけが「人生の醍醐味」を味わうことができる!』大和出版 1993
- 『人生の転機に立ったら読む本 考えなくてはいけないこと、悩んでも仕方のないこと』PHP研究所 1993
- 『中庸の生き方 今、日本人が忘れてしまったもの』大和出版 1994
- 『大きく笑える人に運は開ける 人生"一日一楽"のすすめ』大和出版 1995
- 『自愛の人間学 自分を生かしきる知恵』ダイヤモンド社 1995
- 『われに明治の父ありき 戦地の息子と内地の父を結んだ229通の手紙』川村真二編 日本経済新聞出版社 2012